# Matrículas de automóveis de Angola

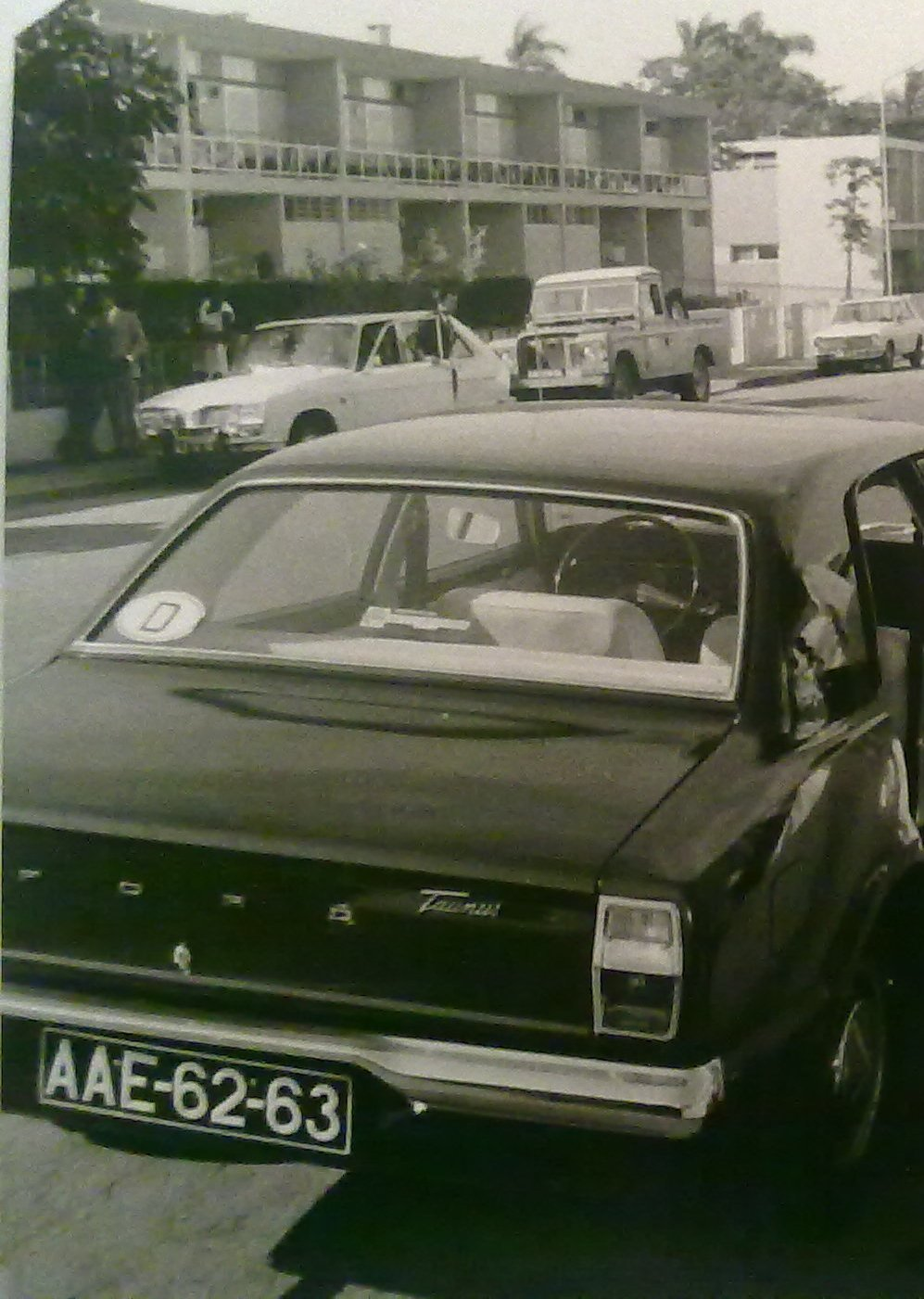
Ford Taunus com matrícula de Angola, em 1972.

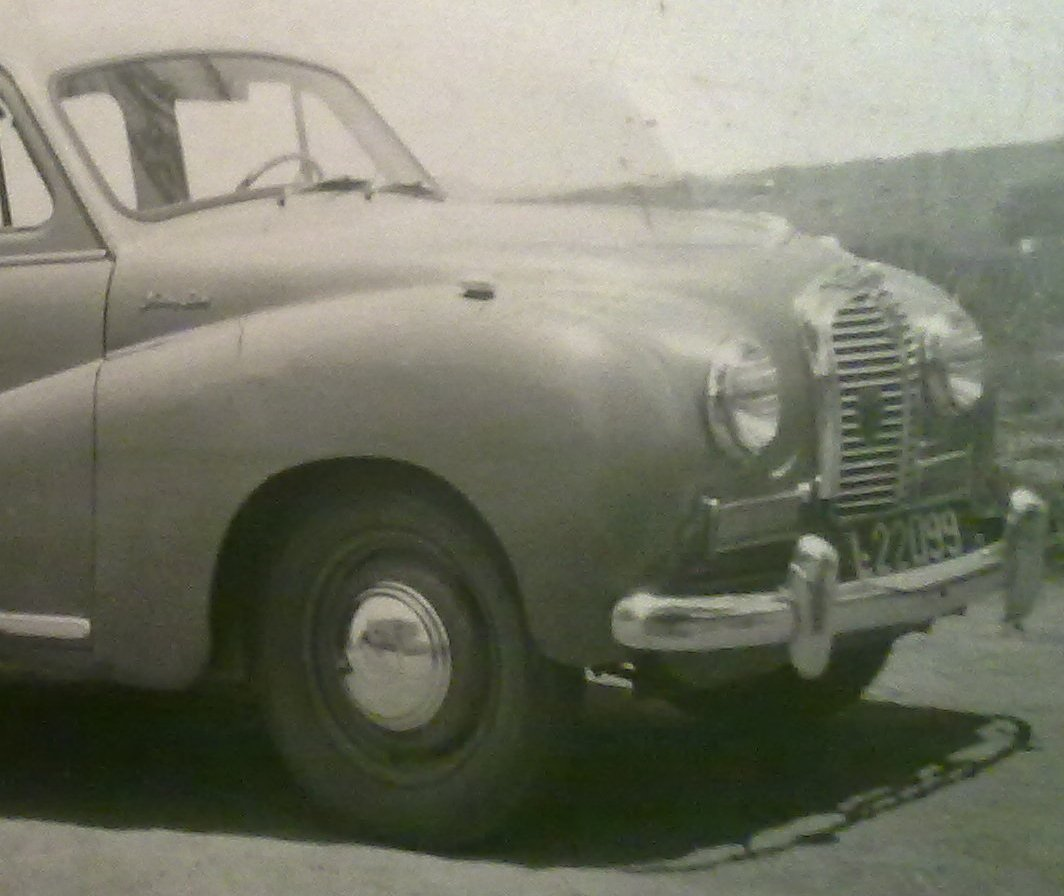
Veículo matriculado em Angola, fotografado em 1949.

As matrículas de automóveis de Angola são no formato AB-12-34-CD. O formato corresponde ao utilizado na União Europeia (520 mm por 110 mm) e os caracteres, aos dos utilizados nos veículos portugueses. 

## Formato
| Imagem | Primeira emissão | Formato serial |
| ------ | ---------------- | -------------- |
|        | 1955-1996        | ABC-12-34      |
|        | 1996-atual       | AB-12-34-CD    |

## Histórico
Os diversos sistemas portugueses de matriculação de automóveis serviram de modelos para os sistemas utilizados nos territórios ultramarinos de Portugal. Inicialmente foi seguido o sistema de 1911. Cada território tinha uma letra ou grupo de letras inicial que o identificava e que poderia igualmente identificar uma sua subdivisão: para Angola, a letra inicial era um A. A partir sobretudo das décadas de 1950 e 1960, os sistemas baseados no padrão português de 1911 foram sendo substituídos nos vários territórios, por sistemas baseados no de 1937:
Em Angola, o formato era sempre Axx-00-00 - a primeira letra era sempre um A (código identificativo do território) e as duas letras seguintes identificavam a zona de matriculação (AA a AI: Luanda, BA a BC: Benguela, CB: Cabinda, LD: Lobito, NL: Nova Lisboa e SB: Sá da Bandeira).

## Nova proposta
Em 2016, foi proposto um novo modelo, com chip eletrónico, emitido somente para veículos que estejam conforme as regras técnicas de segurança viária e meio ambiente, devendo nelas constar: a bandeira da República de Angola, o código de registro internacional de veículos do país - AO - e o formato ABC-12-34-CD, no qual ABC corresponde à província ou ao município com caracteres pretos em fundo branco. 